# Robert H. Jackson (fotograf)

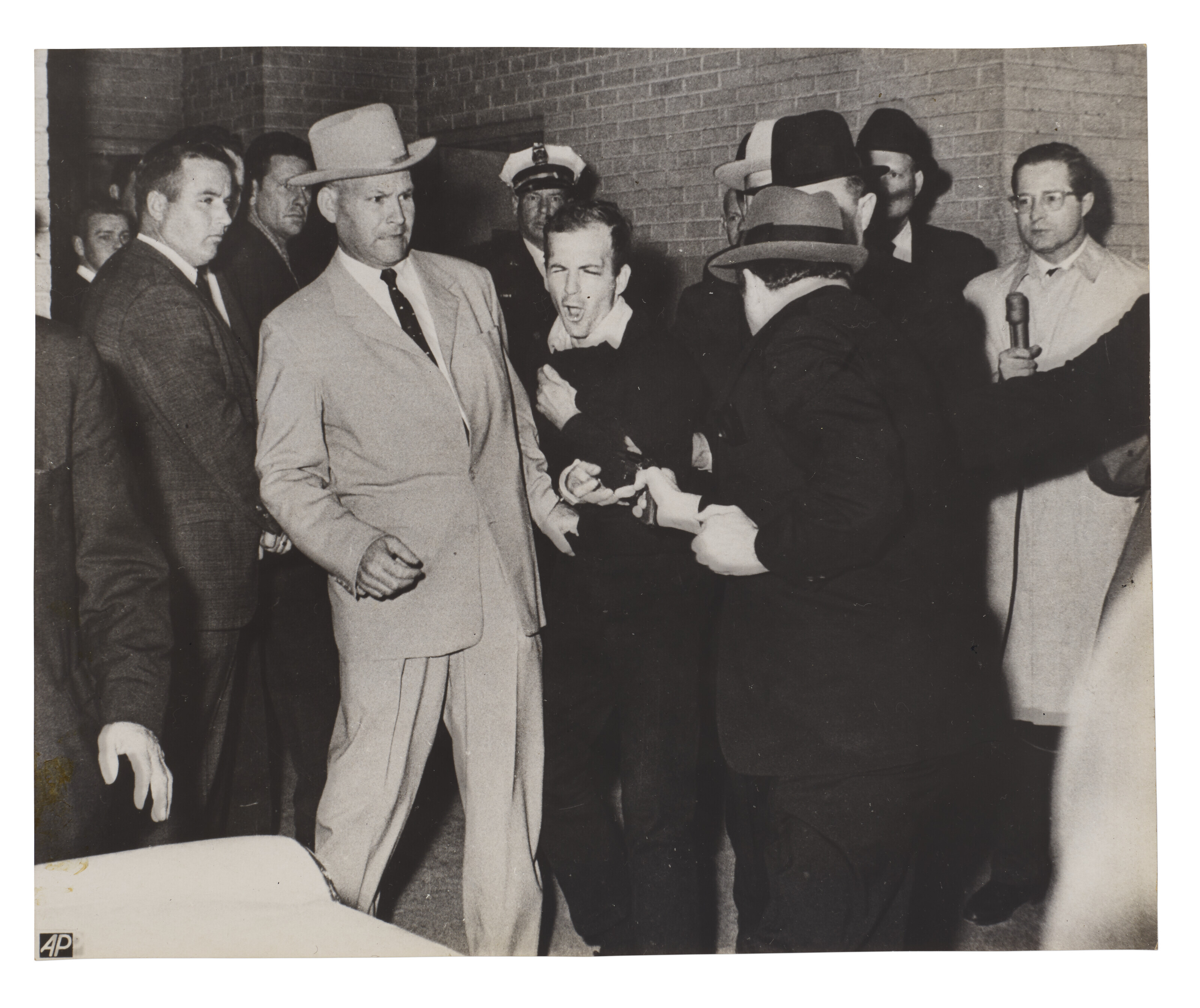
Jack Ruby střílí na Harvey Oswalda, fotografie oceněná Pulitzerovou cenou

Robert „Bob“ Hill Jackson (* 8. dubna 1934) je americký fotograf. V roce 1964, když pracoval pro Dallas Times Herald, získal Pulitzerovu cenu za fotografii za snímek, na kterém Jack Ruby střílí na Harvey Oswalda.

## Životopis
Jackson se narodil 8. dubna 1934 a vyrostl v Dallasu. O fotografii se začal zajímat, když mu bylo 12 nebo 13 let. Jeho teta mu dala speciální fotografickou kameru Kodak Baby Brownie a jedním z jeho prvních fotografovaných subjektů se stala jejich rodinná kočka. Když Jacksonovi bylo 14 let, jeho zájem se stal vážnějším. Další teta mu dala kinofilmový fotoaparát Argus C-3. Jacksonova první zpravodajská fotografie byla o havárii s dvěma mrtvými v severním Dallasu. Jackson přesvědčil svého otce, aby ho dopravil na místo nehody. Jeho druhou novinkou byla havárie letadla na Love Field. Jackson navštěvoval Highland Park High School a později Southern Methodist University. Univerzitu, kterou opustil v roce 1957.
Jeho zájem o fotografování vzrostl, když začal fotografovat závody sportovních automobilů. Vstoupil do 36. pěší národní gardy. Během práce v armádě se stal fotografem armádního generála. V srpnu 1960 ho najal magazín Dallas Times Herald. 

## Listopad 1963
Dne 22. listopadu 1963 byl Jackson přidělen k fotografické dokumentaci příjezdu prezidenta Johna F. Kennedyho na Love Field a jeho kolony městem. Jackson a mnoho dalších novinářů cestovali s prezidentem a první dámou z letiště. Seděl v osmém vozidle za prezidentskou limuzínou a kolona mířila ulicí Elm. Když se kolona blížila k Dealey Plaza, seděl Jackson na zadním sedadle kabrioletu. Když zazněly výstřely, právě měnil film; a jeho fotoaparát byl prázdny. Právě vyměňoval svitek filmu, který předával jinému zaměstnanci novin, a ještě nový ještě nenaložil. Byl však jedním z mála lidí, kteří si mysleli, že viděli hlaveň pušky v okně depozitáře knihovny. Po atentátu zůstal Jackson na Dealey Plaza, ale už nefotografoval, čehož později litoval.
O dva dny později bylo Jacksonovi řečeno, aby šel na policejní stanici fotografovat převoz Oswalda do krajského vězení. Jackson pomocí 35mm fotoaparátu Nikon S3 vyfotografoval vraždu Oswalda Jackem Rubym v garáži policejní stanice v Dallasu. V březnu 1964 byl Jackson povolán svědčit před Warrenovou komisí.

## Stáří
V pozdějším životě byl Jackson fotografem pro Colorado Springs Gazette-Telegraph. V roce 1999 odešel z redakce Gazette. Má tři dcery, dva syny z předchozího manželství své manželky a syna se svou současnou manželkou. Má také 10 vnoučat. V listopadu 2013 žil Jackson v Manitou Springs v Coloradu.